# Mélanie Laurent

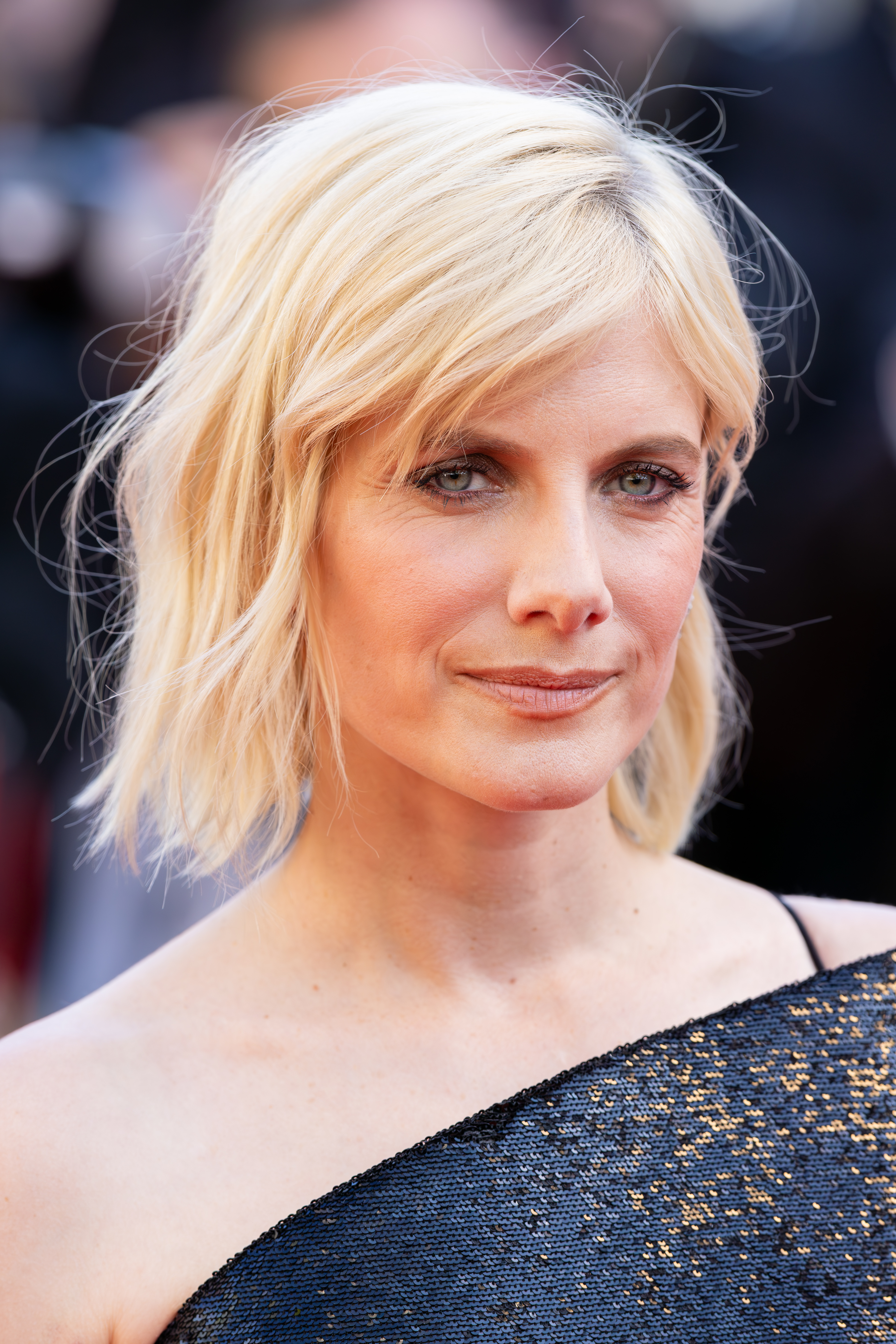
Mélanie Laurent (2025)

Mélanie Laurent (* 21. Februar 1983 in Paris) ist eine französische Filmschauspielerin, Filmregisseurin, Drehbuchautorin, Pianistin und Sängerin.

## Biografie
Laurent wurde als Tochter des Schauspielers Pierre Laurent und einer Ballettlehrerin geboren. Mit ihrer Freundin, der Tochter eines Technikers im Team von Claude Zidis Asterix und Obelix gegen Caesar (1999), besuchte sie das Set, wo sie dem Hauptdarsteller Gérard Depardieu begegnete. Dieser war von der 16-jährigen Laurent so beeindruckt, dass er ihr in seinem nächsten Film Die Brücke von Ambreville (1999) eine Nebenrolle versprach.
Es folgten größere Rollen, allerdings noch in Filmen, die vom Mainstream-Publikum weitgehend unbeachtet blieben (etwa Ceci est mon corps (2001)), aber auch kleinere Auftritte in Kinohits, wie Michel Blancs Komödie Küss mich, wenn du willst (2002) oder dem Vater-Sohn-Drama Der wilde Schlag meines Herzens (2005).
Philippe Lioret (Die Frau des Leuchtturmwärters), der sie in diesem Film sah, bot ihr daraufhin die Hauptrolle in Keine Sorge, mir geht’s gut an – ohne Probeaufnahmen. Ihre Leistung als Lili wurde einhellig gefeiert: Das Deutschlandradio Kultur attestierte ihr, die Lili „mit einer seltenen Intensität“ darzustellen: „melancholisch, fast traumhaft abgehoben von der Welt und mit einem ungeheuren Liebreiz“ und laut Welt gelang es ihr, ihre Rolle „mit einer unglaublichen Intensität und einer großen Sparsamkeit der darstellerischen Mittel zu verkörpern“. Im Oktober 2006 erhielt sie für ihre Leistung in diesem Film den renommierten Romy-Schneider-Preis. Ende Februar 2007 folgte der César als beste weibliche Nachwuchsdarstellerin.
Laurents Regiedebüt De moins en moins, bei dem sie auch das Drehbuch schrieb, wurde auf den Filmfestspielen in Cannes 2008 für den Preis des besten Kurzfilms nominiert. Es folgten weitere Regiearbeiten, darunter der Dokumentarfilm Tomorrow – Die Welt ist voller Lösungen aus dem Jahr 2015, der mit einem César ausgezeichnet wurde. Einem weltweiten Publikum wurde sie 2009 durch die Rolle der Shoshanna in Quentin Tarantinos Inglourious Basterds bekannt. Der Bayerische Rundfunk bezeichnete sie „neben Waltz (als) die zweite Entdeckung dieses Films“ und laut Stern stahl sie Diane Kruger „in jeder Beziehung die Show“.
Im Jahr 2011 moderierte Laurent bei den 64. Filmfestspielen von Cannes als Gastgeberin („maîtresse de cérémonie“) die Auftaktzeremonie am 11. Mai sowie die Preisgala am 22. Mai. Ihr Debütalbum als Sängerin, En t’attendant, erschien im Mai 2011.

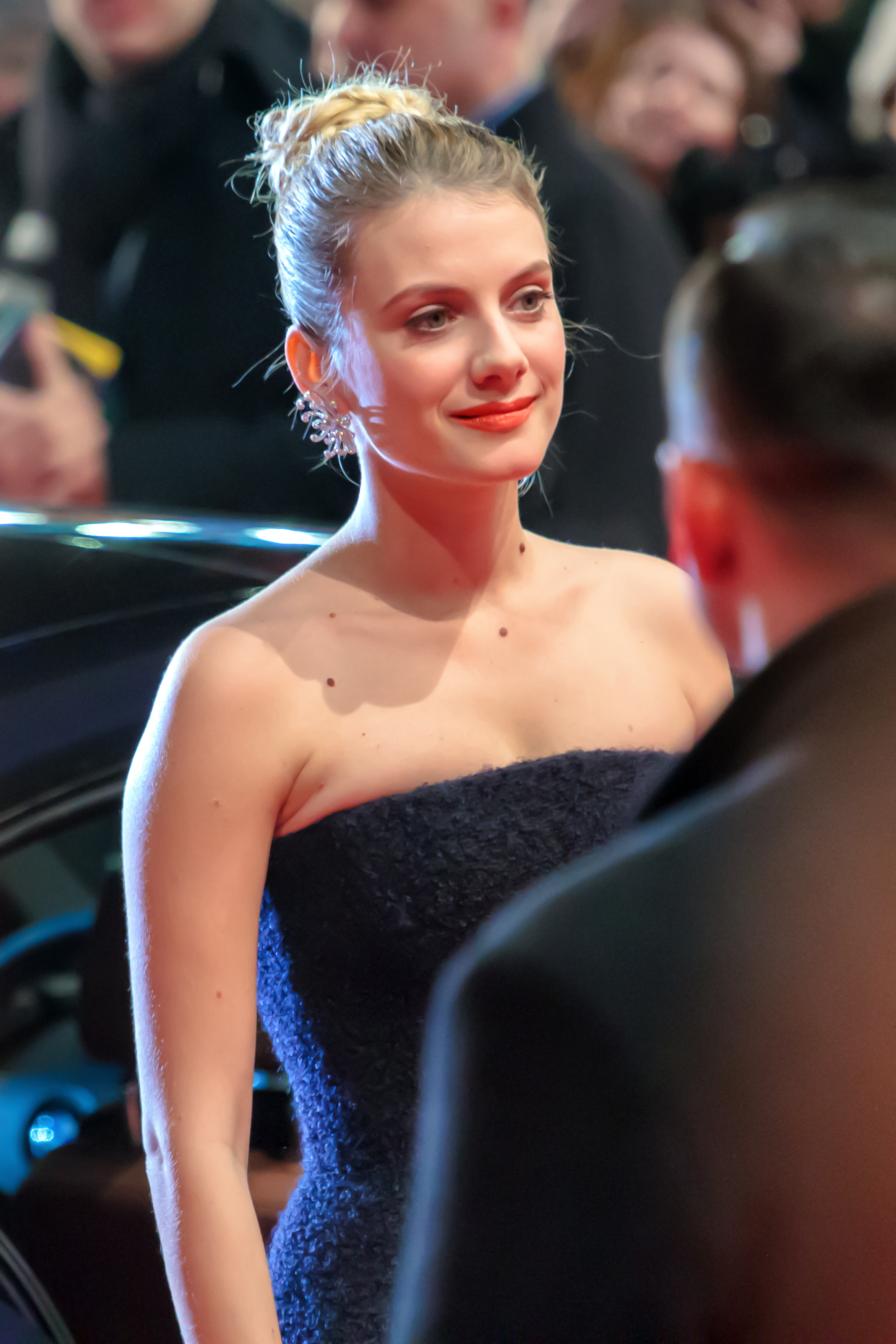
Mélanie Laurent auf der Berlinale 2013

Im Jahr 2021 wurde sie in die Wettbewerbsjury des 74. Filmfestivals von Cannes berufen.

## Persönliches
Laurent war mit dem Sänger und Songwriter Damien Rice liiert. Sie beschreibt ihn und den Regisseur Quentin Tarantino als zwei „Meister“ ihrer Kunst. Zusammen mit Rice nahm sie ihr erstes Album auf. Sie pendelte dafür zwischen den Städten Woodstock, New York und Rice’ Zuhause in Irland. Dort in seinem Haus zu leben inspirierte sie dazu, Komposthaufen im Garten anzulegen und sich biologisch gesund zu ernähren.
Laurent besuchte das Klima-Schützer-Camp in den Sumpflandschaften des indonesischen Regenwalds zusammen mit Greenpeace-Aktivisten. Sie ist eine der Klima-Botschafterinnen für Kofi Annans Global Humanitarian Forum „Tck Tck Tck“ Campaign.
Anfang 2013 gab sie bekannt, mit einem Techniker verheiratet zu sein, den sie bei den Dreharbeiten von „Requiem for a Killer“ kennengelernt hatte, dessen Namen sie jedoch geheim hält. Erst im Mai 2013 zeigte sie sich nach längerer Pause der Öffentlichkeit – im 5. Monat schwanger. Ende September wurde ihr Sohn geboren.
Laurents Großeltern mütterlicherseits waren Juden. Sie selbst wurde nicht religiös erzogen.

## Filmografie (Auswahl)
Als Schauspielerin

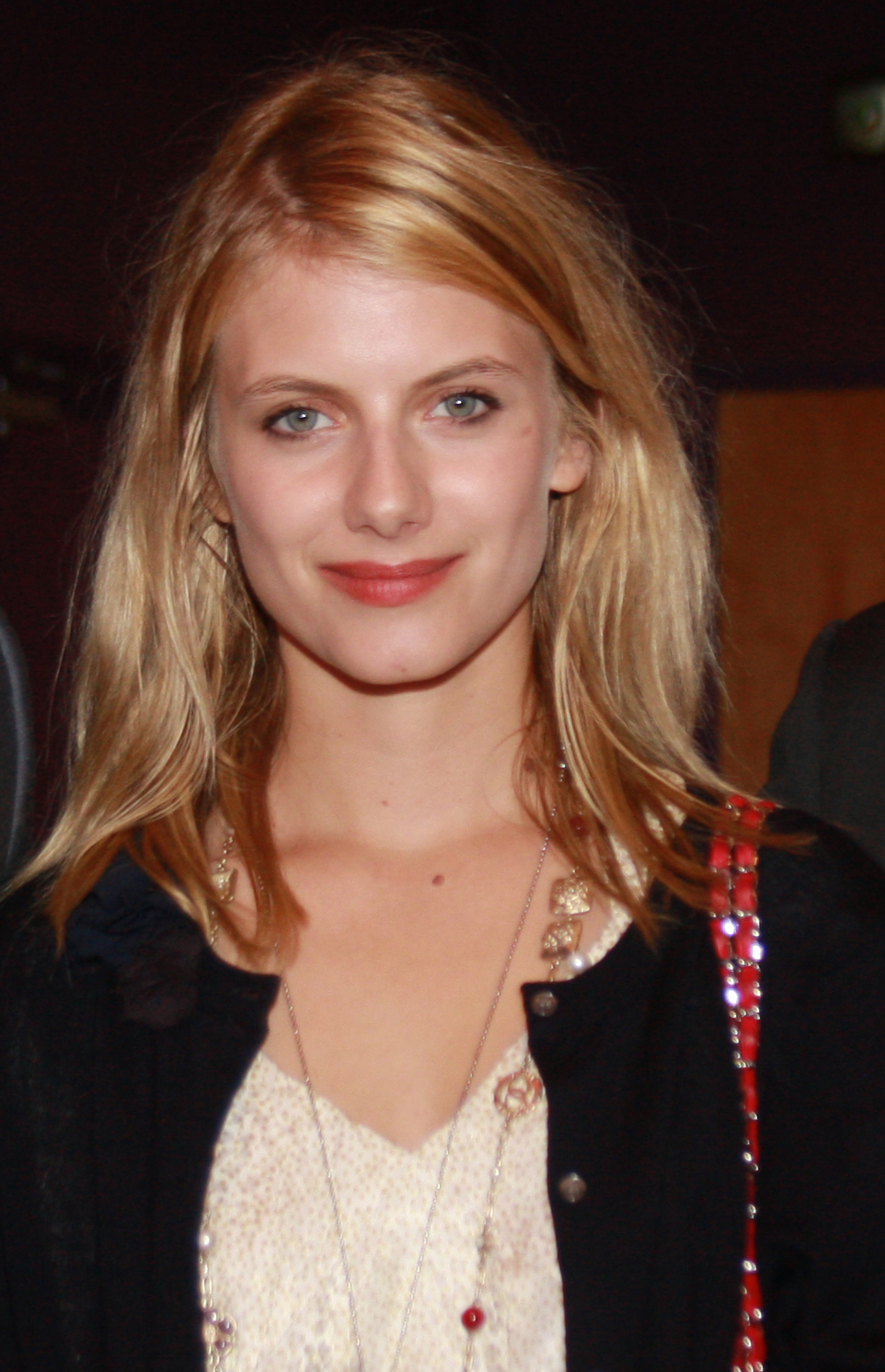
Mélanie Laurent (2009)

- 1999: Die Brücke von Ambreville (Un pont entre deux rives)
- 2001: Ceci est mon corps
- 2002: Küss mich, wenn du willst (Embrassez qui vous voulez)
- 2003: Snowboarder
- 2004: Der letzte Tag (Le dernier jour)
- 2004: Rice Rhapsody
- 2005: Der wilde Schlag meines Herzens (De battre mon cœur s’est arrêté)
- 2006: Dikkenek
- 2006: Tage des Ruhms (Indigènes)
- 2006: Keine Sorge, mir geht’s gut (Je vais bien, ne t’en fais pas)
- 2007: Die Kammer der toten Kinder (La Chambre des morts)
- 2008: So ist Paris (Paris) (Regie: Cédric Klapisch)
- 2008: Der Killer (Le tueur)
- 2009: Inglourious Basterds
- 2009: Jusqu’à toi
- 2009: Das Konzert (Le concert)
- 2010: Die Kinder von Paris (La rafle)
- 2010: Beginners
- 2011: Et soudain tout le monde me manque
- 2011: Requiem for a Killer (Requiem pour une tueuse)
- 2013: Nachtzug nach Lissabon (Night Train to Lisbon)
- 2013: Die Unfassbaren – Now You See Me (Now You See Me)
- 2013: Enemy
- 2014: Aloft
- 2015: By the Sea
- 2015: Boomerang
- 2016: Eternity (Éternité)
- 2016: Paris Prestige (Les derniers Parisiens)
- 2017: Mon garçon
- 2018: Return of the Hero (Le retour du héros)
- 2018: Operation Finale
- 2018: Mia und der weiße Löwe (Mia et le lion blanc)
- 2019: 6 Underground
- 2020: Little America (Fernsehserie, Episode 1x04 The Silence)
- 2021: Oxygen
- 2021: Die Tanzenden (Le bal des folles)
- 2022: Tempête
- 2023: Murder Mystery 2
- 2023: Diebinnen (Voleuses)
- 2024: Le Déluge. Der schwere Gang zur Guillotine (Le Déluge)
- 2025: Qui brille au combat

Als Filmschaffende
- 2011: The Adopted (Les adoptés) (Regie, Drehbuch)
- 2014: Respire (Regie, Drehbuch)
- 2015: Tomorrow – Die Welt ist voller Lösungen (Demain) (Dokumentation, Regie)
- 2017: Plonger (Regie, Drehbuch)
- 2018: Galveston – Die Hölle ist ein Paradies (Galveston) (Regie, Drehbuch)
- 2021: Die Tanzenden (Le bal des folles, Regie, Drehbuch)
- 2023: Diebinnen (Voleuses, Regie)
- 2024: Libre (Freedom, Regie, Drehbuch)

## Auszeichnungen und Ehrungen
16. Januar 2014: Chevalier de l’ordre des Arts et Lettres
- 2006: Romy-Schneider-Preis
- 2007: César in der Kategorie „Beste weibliche Nachwuchsdarstellerin“
- 2024: Excellence Award Davide Campari, Locarno Film Festival

## Diskographie
- 2011: En t’attendant
- 2017: Faire un souhait (Single)